# Préadamisme
Le préadamisme est une croyance pré-évolutionniste qui s'oppose au récit biblique, selon lequel Adam est l'ancêtre de tous les êtres humains. Cette croyance a une longue histoire notamment en Occident, probablement du fait de l'opposition religieuse au christianisme. Les partisans de cette hypothèse sont appelés préadamites. Le terme de « théorie préadamite » fait en revanche davantage référence à la théorie du philosophe français Isaac La Peyrère, qui dans son ouvrage Prae-Adamitae, développait l'idée qu'il y avait eu deux créations, celle des « gentils », puis celle d'Adam, père des juifs.

## Contexteantique
Le plus ancien débat connu sur la question de la date de création de l'humanité oppose l'évêque Théophile d'Antioche à un théologien de la province romaine égyptienne nommé Apollonius vers 170. Apollonius affirmait que le monde était âgé d'au moins 153 075 ans mais aucun argument ne permettait réellement de trancher. La croyance en l'unicité de cette création n'était également pas universelle, l'empereur romain Julien croyait au co-adamisme ou multi-adamisme, c'est-à-dire une croyance théurgique, croyance issue du néoplatonisme qui disait que l'humanité descendait de la création d'une multiplicité de couples.
La Bible était parfois utilisée dans une interprétation stricte pour nier l'unicité de la création d'Adam, en effet la Genèse comprend deux récits de la Création : dans le premier récit, Dieu crée, le sixième jour, homme et femme (Gen 1. 27) ; le second récit traite de la création de l'homme (Gen 2. 7), puis de la femme (Gen 2. 22) ; mais cette interprétation est contredite[réf. nécessaire] quand la femme est dénommée Ève, mère de tous les vivants (Gen 3. 20).

## Du Moyen Âge au Siècle des Lumières
La croyance adamiste, et sa conséquence le monogénisme, était la position des chrétiens. Elle est présente également dans le Kuzari, œuvre du philosophe juif séfarade Juda Halevi rédigée dans les années 1130 à 1140. Ce texte fait état d'un débat qu'auraient eu le roi des Khazars, un rabbin juif, un chrétien et un théologien musulman alors que le roi cherchait à trouver la vraie religion. Le rabbin y rejette l'idée que le monde puisse avoir plus de 6000 ans, il dénigre le fait que les Indiens, ces peuples qui ont une foi aux formes non fixes et des mœurs dissolues, affirment avoir des bâtiments et des objets qui ont des millions d'années. Halevy rejette également, à travers la position du théologien arabe, le mythe des Sabéens rapporté par Ibn Wahshiyya, selon lequel Adam aurait eu des parents et serait venu d'Inde. Il explique que ces idées sont des superstitions liées à la méconnaissance des saintes Écritures.
Malgré la prédominance de la croyance adamiste, certains courants religieux occidentaux et moyen orientaux continuèrent de croire que des hommes ont pu exister avant Adam. C'est le cas de la Familia Caritatis, une communauté religieuse frisonne fondée au début du XVIe siècle. Les Maimonïdes argumentèrent aussi sur les faits présentés par Ibn Wahshiyya.

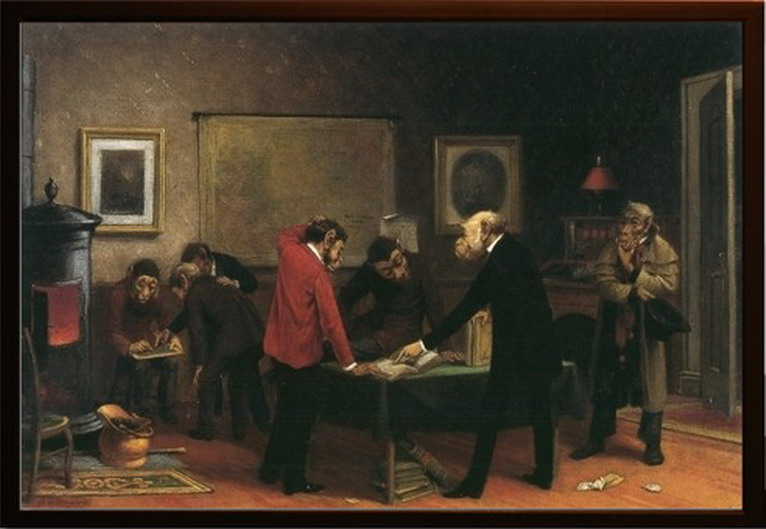
Caricature présentant des scientifiques à tête de singe, (en) William Holbrook Beard, milieu XIXe siècle

Au XVIIe siècle, le Français Isaac La Peyrère prend connaissance de ces arguments à travers l'œuvre des Maimonïdes. La Peyrère mit en évidence des difficultés, inconnues pendant seize siècles, à ce que dit saint Paul sur le commencement de l'imputation du péché d'Adam et remit en cause la doctrine dite du péché originel élaborée par Augustin d'Hippone au début du Ve siècle. Il identifie un état de nature dans lequel vivaient les hommes avant Adam, et avant que les hommes connaissent la loi de Dieu. Il publie en latin en 1655 Prae-Adamitae où il commente particulièrement ce fameux passage de saint Paul qui se situe au chapitre 5 de l'épître aux Romains et pose la question de l'origine de la femme de Caïn. Il conclut qu'il dut y avoir deux créations, d'abord la création des Gentils, puis celle d'Adam, ancêtre des Juifs. Or, l'Église catholique avait réaffirmé la doctrine du péché originel en 1546, peu après le début du concile de Trente, lors de la Ve session de ce concile. On comprend que l'opposition théologique à la théorie de La Peyrère ait été très forte, de sorte que son œuvre a été brulée en public à Paris en 1656.
Le préadamisme annonce le polygénisme et donc le racisme moderne. Une des premières théories raciales est présentée le 24 avril 1684 par François Bernier, un ami de la Peyrère, dans son Une nouvelle division de la Terre, selon les différentes espèces ou races d'hommes qui l'habitent parue dans le Journal des Sçavans. Quatre ou cinq races y sont présentées, sans toutefois de distinction hiérarchique entre elles. Bernier publie anonymement du fait de l'opposition générale au préadamisme.

## Émergences des sciences

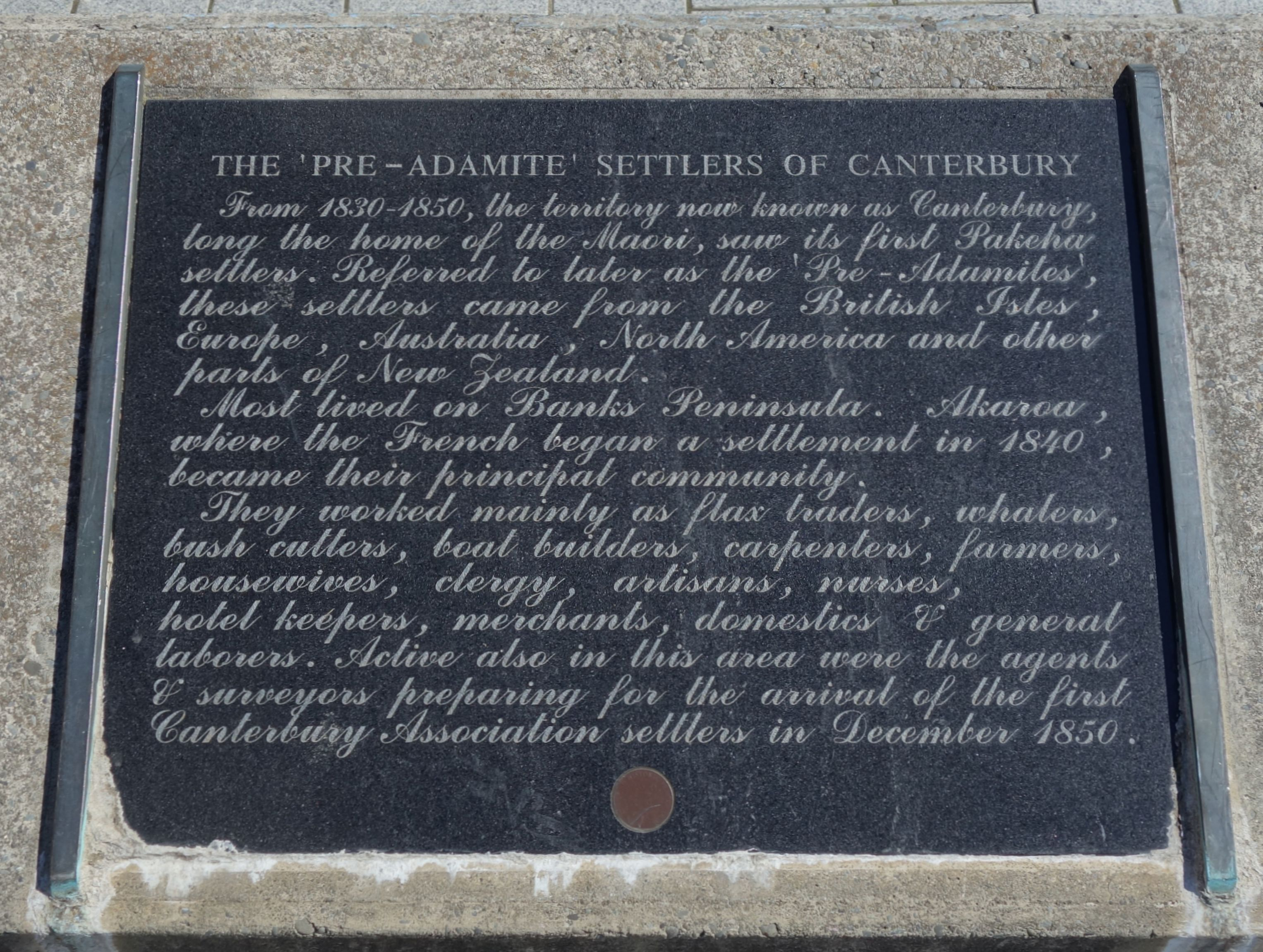
Plaque commémorative pour les "Pré-adamites" installés à Canterbury en terre maori (Nouvelle Zélande), 1850.

À partir du XVIIIe siècle, le préadamisme devient majoritaire mais est largement polygéniste. Les libre-penseurs pour se démarquer des doctrines défendues par la religion chrétienne attaquent le monogénisme. Les théories racistes, qui s'appuient sur des faits présentés comme scientifiques c'est-à-dire le racialisme, ou sur des croyances religieuses qui s'appuient sur des nouvelles interprétations de la Genèse, sont de plus en plus populaires, parallèlement à la montée du sentiment de supériorité blanche. Il est par exemple, commun de croire que Caïn était noir en Europe à partir du XVIIIe siècle, et en Amérique à partir du XIXe siècle.
Les thèses préadamites et polygénistes du XIXe siècle tentaient en Europe de trouver une infériorité aux peuples non-blancs. Aux États-Unis, les théories de médecins tels que Josiah Clark Nott (en) auteur d'une théorie obsolète sur une mesure des capacités d'un individu et la forme du crâne parallèlement et les discours du médecin et ethnologue Samuel George Morton qui affirmait que les non-blancs ne pouvaient descendre d'Adam ont permis de justifier l'esclavage qui tendait à disparaître ailleurs[réf. nécessaire]. Ces thèses étaient souvent relayées par des courants religieux qui y voyaient la seule voie pour concilier les Écritures et les faits.
Les théories scientifiques admises aujourd'hui sont toutes préadamites, mais monogénistes, plus précisément la théorie monogéniste et africaine. Ce n'est qu'à partir des années 1980, lorsque des analyses génétiques basées sur l'ADN mitochondrial, alliées à des éléments fondés sur l'anthropologie physique de spécimens archaïques que l'idée d'une origine a pu être prouvée.
Depuis la découverte du fossile de l'homme de Néandertal en 1856, la science admet même qu'il a existé au moins une espèce d'hommes en dehors de la nôtre.

### Sources
- (en) Cet article est partiellement ou en totalité issu de l’article de Wikipédia en anglais intitulé « Pre-Adamite » (voir la liste des auteurs).
- Préadamites dans le Dictionnaire de théologie catholique.